# Otiorhynchus dieckmanni
Otiorhynchus dieckmanni är en skalbaggsart som beskrevs av Luigi Magnano 1979. Otiorhynchus dieckmanni ingår i släktet Otiorhynchus, och familjen vivlar. Arten är tillfälligt reproducerande i Sverige.